# Тимофеев, Андрей (эстонский футболист)
Андрей Тимофеев (эст. Andrei Timofejev; 25 июня 1981) — эстонский футболист, опорный полузащитник.

## Биография
Взрослую карьеру начал в клубе «ФК Лелле» в низших лигах Эстонии, позднее играл в первой лиге за «Валль» (Таллин) и «Курессааре». 16 мая 1999 года в составе «Лелле СК» дебютировал в высшем дивизионе в матче против «Лантаны», заменив на 83-й минуте Сийма Теккеля. В 2000 году сыграл за три клуба высшей лиги — «Валга», «Тулевик» и «Курессааре», в составе последнего забил свой первый гол в высшей лиге — 23 сентября 2000 года в ворота «Валги».
В 2001 году перешёл в «Левадию» (Таллин) — на тот момент резервную команду клуба «Левадия» (Маарду), и в течение трёх сезонов был основным игроком клуба, сыграв 75 матчей в высшем дивизионе. В 2002 году стал обладателем Кубка Эстонии, в финале «Левадия» обыграла свою основную команду. Летом 2002 года провёл 2 матча в Кубке УЕФА.
В 2004 году, после того как второй состав «Левадии» был переведён в первую лигу, футболист перешёл в «Лоотус», где провёл полсезона. Затем около двух лет выступал в низших лигах Швеции. Осенью 2006 года играл за «Мааг» (Тарту), а затем в течение полутора лет — за «Калев» (Таллин). В конце карьеры выступал за «Атлетик»/«Инфонет» (Таллин), с которым поднялся из третьей лиги в первую.
Всего в высшем дивизионе Эстонии сыграл 168 матчей и забил 10 голов.
Выступал за сборные Эстонии младших возрастов, провёл не менее 15 матчей.
По состоянию на 2014 год работал детским тренером в «Инфонете».